# 19 avril dans les chemins de fer
19 mars 19 mai
Chronologies thématiques
- Croisades
- Sports
- Disney

Cette page concerne les événements qui se sont déroulés un 19 avril dans les chemins de fer.

## Événements

### XXIesiècle
- 2003. Irak : le premier train irakien mis en circulation depuis la chute du régime de Bagdad a relié le port d'Oum Kasr à Bassorah pour un transport de fret.